# La Brume pourpre
La Brume pourpre (Batman: Crimson Mist) est un comics américain de Batman réalisé par Doug Moench et Kelley Jones.
C'est le 3e opus de la trilogie Batman & Dracula.

## Synopsis
Quelque temps après la « mort » de Batman, le crime remonte en flèche et de nouveaux vilains font leur apparition. Devant cette situation, Alfred décide de ramener son maître à la vie en lui retirant le pieu au cœur.
Cependant, Batman n'est à présent plus qu'un monstre assoiffé de sang et tue une grandes parties des criminels de Gotham, et massacre tous les pensionnaires de l'asile d'Arkham. Face à cette situation Killer Croc et Double-Face s'allient avec le commissaire Gordon pour abattre Batman.
Lors du combat final, Batman manque de mourir, mais Alfred décide de lui offrir son sang pour vaincre les deux criminels qui ont décidé de les trahir. Ces derniers meurent de la main du chevalier noir, ne restant plus que Gordon. 
Batman pose alors un ultimatum à Gordon: le tuer en activant la bombe prévue pour détruire la Batcave ou le rejoindre. Gordon fait le choix d'activer les bombes, mais ne parvient pas à échapper à l'éboulement et meurt. Batman, apaisé, se laisse alors mourir en s'exposant à la lumière du soleil.

## Personnages
- Batman
- Comte Dracula

## Éditions
- 1999 : Crimson Mist (DC Comics)
- 2009 : La Brume rouge : Panini Comics, collection Dark Side (première édition française)
- 2016 : Batman Vampire : Urban Comics, collection DC Deluxe (Intégrale regroupant les 3 opus : Batman and Dracula: Red Rain, Batman: Bloodstorm, Batman: Crimson Mist)